# Ротонда душогубців
«Ротонда душогубців» — повість українського письменника Тодося Осьмачки, написана у 1956 році.
Коли 1956 року на Заході вийшла друком «Ротонда душогубців», то не могло бути й мови про те, щоб видати цю книжку на Батьківщині. Бо хоча в Радянському Союзі панувала «хрущовська відлига», комуністичним вождям зовсім не була потрібна правдива сповідь про те, як знищувався український народ, як ДПУ, НКВС та інші «служби» розпинали Україну. Правда — це є правда, її неможливо пристосувати до чиїхось інтересів та уподобань.
У творі Тодося Осьмачки «Ротонда душогубців» зображено глибокий трагізм долі українського народу напередодні великого голодомору 1932–33 років, подано художньо–психологічний аналіз організації цього штучного голодомору правлячою тоді тоталітарно–терористичною сталінською клікою.
Роман «Ротонда душогубців» — це вражаюче жахливий літопис злочинного винищення українства в період примусової колективізації, нелюдських жорстокостей НКВС.

## Сюжет
Душогубська містерія розгортається на сторінках повісті «Ротонда душогубців». У канві твору митець описує діяння українських інтелігентів-патріотів. Автор прагне відтворити у творі добу нищення українського села в 20-30-х роках ХХ ст.. Через що світ, який зображуває автор у творі, вимальовується у канві подій історичних між двома країнами: Україною та Москвою.
Перед читачем головним героєм і постане Іван Брус носій національної ідеї українського народу, а водночас і герой, якому немає місця в суспільстві тоталітарного режиму. Час дії у повісті — це І половина 30-х років ХХ ст.. Тодось Осьмачка почне зображувати образ того, хто став як організатором, так і головним натхненником нищення українського села, але не носієм національної ідеї для суспільства. Це кумедна характеристика Сталіна. Оскільки осмислення трагедії України Тодось Осьмачка виводив з власної трагічної драми України, то зрозуміло те, що він мав і власне бачення стосовно національної ідеї жителів нашої держави. У творі митець змальовує Сталіна як ката українського народу, але зображує його діяння для руйнування села не самого, а у парі з Єжовим. Особливий інтерес у нас викликають роздуми Бруса, в яких прослідковується сама позиція автора в оцінці як політичних, так і соціальних гострих проблем: (людина і право, людина і суспільство, людина і Україна в умовах тоталітарного більшовицького режиму). Борцем з цим злом у творі постає Іван Брус, представник української інтелігенції, що намагався своїми діями зробити все можливе, аби Україна стала на шлях процвітання. Тому в образі Івана ми розуміємо самі діяння автора для розквіту Батьківщини. Особливий інтерес у нас викликають роздуми Бруса. Відомо, що Тодось Осьмачка не сприймав імперської політики Москви по відношенню до України, глибоко переживав за трагедію сколективізованого села та ідею українського національного єднання. Тому він і відображає у творі протиставлення двох героїв: Івана та Парцюні. Він змальовує двобій їх, у якому нічиєї бути не може. Автор не преобтяжує повість героями, а створює образ лише тих героїв, хто уособлює певні соціальні групи українського суспільства:
· сільський трудовий люд: Овсій Брус, Шелестян;
· актив місцевої влади: Мадес Брус, Маздигін;
· міська інтелігенція: Чудєєв, Олена Щеглова.
Можна сказати, що головні герої повісті дають читачеві уявлення про соціальні конфлікти, характерні для життя українського народу в ту часову епоху. Доля більшості жителів села склалася трагічно, але таким був час і митець його показав.

## Аналіз твору
Час дії у повісті — перша половина 30-х років. Але у відступах-спогадах, коли йдеться про історію родини головного героя Івана Бруса та життя українського села напередодні колективізації, автор переноситься і в 20-ті роки. "Ширшими стали географічні рамки твору — крім села Куцівки та Києва, в розповіді фігурує і Москва, бо саме там зав'язується дія твору.
На фоні розгортання колективізації Т. Осьмачка зробив спробу відтворити образ того, хто став її натхненником, хто, зрештою, виявився організатором винищення українського села, — створити образ Сталіна. Письменник, зрозуміло, мав власне бачення цієї своєрідної історичної постаті, власне розуміння її місця і ролі в суспільному житті новоствореної держави — Радянського Союзу. Він добре відчував тони і півтони, світло і тіні, характер нового «вождя народів», розумів далекий приціл його політики, проте не ставив перед собою завдання створити об'ємний, аналітичний художній образ.
Звідси і головний характеротворчий засіб письменника — відвертий, прямолінійний шарж, навіть гротеск з відчутним виключно негативним авторським ставленням до персонажа.
Сталін виступає в повісті у парі з Єжовим — тодішнім наркомом внутрішніх справ. Цей тандем тут не випадковий: генсек умів тягнути каштани з вогню руками своїх підлеглих. В оцінці автора Єжов — тінь Сталіна, живе втілення його ідеї «соціальної профілактики» суспільства. За наказом генсека, наголошує автор, той відбирав для проведення колективізації на Україні катів — досвідчених тюремних катів, які мали скласти кістяк армії посланих у села «тисячників». Письменник вдався тут до надто прозорої метафори: примусова колективізація була нічим іншим, як своєрідним катуванням народу. На цій метафорі тримаєтіся і весь образ Сталіна, замислений автором як замаскований комуністичною ідеєю кат власного народу.
У сюжеті повісті образу Сталіна відведено порівняно небагато місця, тому й відчувається прагнення автора зосередитися якнайбільше на ідейних постулатах «вождя». Віддаючи належне письменникові у цьому прагненні, не можна не зауважити, що в певному нагромадженні автором сталінських ідей не все співвідноситься з історичною логікою, не все вкладається у свідомість нормальної людини. Можливо, Т. Осьмачка, творячи відверто сатиричний образ Сталіна, мав намір наголосити на іншому: чи взагалі була якась нормальна логіка в діях Сталіна? У всякому разі часом буває нелегко розібратися в тому, що відповідає дійсності, а що є, так би мовити, авторською медитацією на задану тему. Але маємо переконання в головному: Т. Осьмачка прагнув створити образ Сталіна саме таким, який би в уяві зарубіжного читача (в Україні повість, зрозуміло, не могла публікуватися) постав без ореолу «геніального вождя українського народу».
Душу письменника чи не найбільше шматували ті людці, які несли українському селянинові розцяцьковане сталінськими посулами ярмо нової кріпосницької неволі. З них Т. Осьмачка виліпив узагальнений образ чекіста Парцюні, колишнього ката харківської тюрми, присланого із Кремля на Україну в «найворохобніщі місця поглиблювати революцію» — колективізувати непокірне селянство. Парцюні були страшними для нормального суспільства своєю психологією зверхності керівної еліти над «масами». Є в міркуваннях чекіста немало від абсурду, але мав той абсурд і свої коріння. Загалом же сатиричний образ Парцюні можна сприймати по-різному — і бачити його певну заданість, певну плакатність, і в той же час солідаризуватися з автором у його прагненні створити образ-символ зла з його багатоликим політичним обличчям.
Безкомпромісним борцем з цим злом і став у повісті її головний герой Іван Брус — представник тієї частини української інтелігенції, яка віддавала свій розум і свої сили на здійснення ідеї закономірності власного шляху України в її історичному поступі. Образ Бруса письменник розгортає у двох площинах — в роздумах та конкретних діях героя, відповідно до ситуацій, що складалися в якісь періоди його життя.
Та особливий інтерес викликають роздуми Бруса: в них часто відчутно проступає позиція самого автора в оцінці політичних, морально-етичних та інших гострих соціальних проблем (людина і право, становище України в умовах тоталітарного більшовицького режиму, доктрина комунізму та реалії життя). Здебільшого вона не суперечить оцінкам певних суспільних явищ, які сьогодні вже переосмислені і утвердилися в світі.
У «Ротонді душогубців», порівняно з попередніми повістями, чи не найбільше відчувається злиття героя й автора — і не лише в ідейних позиціях, але й в головних етапах їх життєвого шляху, в методах боротьби. Т. Осьмачка-письменник відверто не сприймав імперської політики Москви по відношенню до України, глибоко переживав трагедію сколективізованого села, а в ньому й трагедію батьків та родичів, не «пускав» до своїх віршів ні романтики революції, ні романтики «соціалістичних буднів». Над ним постійно висів дамоклів меч арешту і таки впав на його голову — довелося звідати катівень Лук'янівської тюрми. Саме тут почалася боротьба опального поета з чекістами за те, щоб, не зрадивши власних переконань, вижити й вибратися на волю.
Такі ж стежки простелив автор і своєму героєві. Іван Брус, відчуваючи неминучість арешту, вирішив готувати себе до того дня — використати проти «душогубських сил» іншу, «не випробувану революціями» силу — слабість, хворобу, використати божевілля. І коли той день настав, він кинув виклик своєму ворогові. Розпочався психологічний двобій зі слідчим НКВД Парцюнею — двобій ідеологій, несумісних моралей, двобій характерів. У ньому не могло бути «нічиєї»: хтось повинен виграти, а хтось — програти. «Божевілля» дозволило Брусові не тільки кидати прямо в вічі «ідейному» катові Парцюні свої обвинувачення, але й маневрувати — часом «добровільно» сприймати усі вимоги чекістів, аби дезорієнтувати їх. Це нагадувало смертельну гру кота з мишею, в якій «котом» виступав… в'язень. Брус виграв двобій з чекістами — його визнали божевільним і відправили до психіатричної лікарні на обстеження. А попереду — невідомість автора.
Повість не переобтяжена дійовими особами. В її сюжеті задіяні головним чином персонажі, які уособлюють певні соціальні групи українського суспільства — сільський трудовий люд (Овсій Брус, Шелестян), «актив» місцевої влади (завшколою Маздигін, Мадес Брус), міська інтелігенція (лікарі Олена Щеглова, Чудєєв). В сукупності вони і дають читачеві уявлення про соціальні конфлікти, характерні для України 30-х років, зокрема про нелегку долю села.